# Enrique V de Luxemburgo
Enrique V (1216 - 24 de diciembre de 1281), llamado el Rubio, fue el conde de Luxemburgo, Laroche y Arlon desde 1247 hasta su muerte, y el conde de Namur entre 1256 y 1264 como Enrique III. Era hijo y sucesor de Waleran III de Limburgo y Ermesinda I de Luxemburgo.
En 1240 Enrique se casó con Margarita de Bar, hija de Enrique II de Bar y Felipa de Dreux que era la bisnieta del rey Luis VI de Francia. El matrimonio de Enrique con Margarita trajo como dote Ligny-en-Barrois, sin embargo, por una cláusula en el contrato de matrimonio, se mantuvo bajo la soberanía feudal del condado de Bar. En desprecio de este, Enrique rindió homenaje en 1256 a Teobaldo II de Navarra, en su calidad de conde de Champaña. El cuñado de Enrique, Teobaldo II de Bar, aprovechó el conflicto que se libraba entre Federico III de Lorena y los obispos de Metz. Enrique V era partidario del duque y así Teobaldo se puso de parte del obispo. Enrique fue capturado en la batalla de Prény el 14 de septiembre de 1266. El 8 de septiembre de 1268, el rey Luis IX de Francia arbitró entre los dos condes y Enrique fue liberado y embargado de Ligny, pero bajo la soberanía de Barrois.
En 1256, Enrique se apoderó de Namur, mientras que el margrave reinante, Balduino II, también reinaba como emperador de Constantinopla. Balduino cedió sus derechos de Namur a Guido de Dampierre, conde de Flandes, que retomó el margraviato de Enrique. Las dos partes firmaron la paz y Guy se casó con la hija de Enrique.

## Descendencia
De Margarita tuvo los siguientes hijos:
1. Enrique VI (muerto en 1288), conde de Luxemburgo
2. Waleran I(muerto en 1288), conde de Ligny y Roussy
3. Isabel (1247-1298), casada con Guido de Dampierre
4. Felipa (1252-1311), se casó con Juan II, conde de Holanda
5. Margarita casada con Juan III. Conde de Ghistelles
6. Juana (muerta en 1310), abadesa de Clairefontaine
7. Balduino († 5 de junio de 1288)

También tuvo al menos tres hijos bastardos, incluyendo a:
1. Enrique, bastardo de Luxemburgo (muerto en 1288), se casó con Isabel de Houffalize, heredera de Houffalize